# استخدام‌پذیری

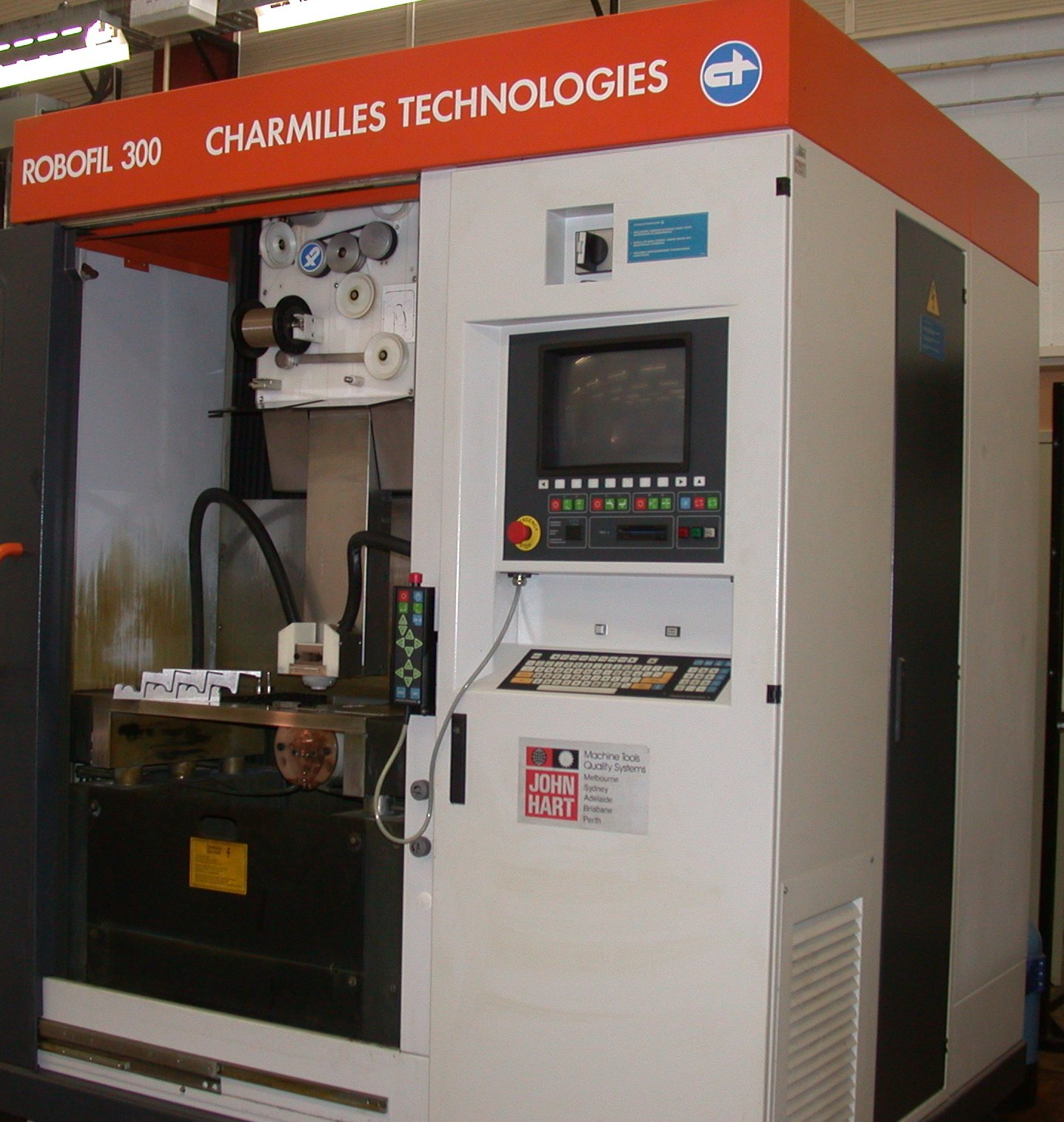
استخدام‌پذیری

استخدام‌پذیری به خصوصیات فردی گفته می‌شود که آن شخص را قادر به به دست آوردن و حفظ شغل می‌کند.